# Рыбиньски, Кшиштоф
Кшиштоф Рыбиньски (пол. Krzysztof Rybiński; род. 1 марта 1967, Варшава, Польша) — польский экономист, профессор. С 2004 по 2008 годы вице-президент Национального банка Польши. С 2015 по 2018 годы ректор Университета Нархоз (Казахстан).

## Биография
После окончания школы поступил на факультет математики, информатики и механики и факультет экономических наук Варшавского университета. Имеет степень магистра в области компьютерных наук. В 2009 году получил степень доктора экономических наук в Варшавской школе экономики.
В разный период времени работал в качестве директора программ Фонда Сороса в Центральной и Восточной Европе, консультантом Всемирного банка, главным экономистом и управляющим директором коммерческих банков.
В 2004—2008 годах вице-президент Национального банка Польши.
С 2008 по 2010 годы являлся партнёром Ernst & Young, где руководил группой экономической стратегии.
С 2010 по 2015 годы занимал должность ректора Академии финансов и бизнеса Вистула (Варшава, Польша).
С 2015 по 2018 годы ректор Университета Нархоз.
В 2021 году Президент Польши присвоил Рыбиньски звание профессора социальных наук.

## Деятельность в Казахстане
После назначения на должность ректора Университета Нархоз провёл ряд реформ, направленных на борьбу с коррупцией, повышение академической чесности и расширение академической свободы преподавателей. Неоднократно выступал с резкой критикой Министерства образования и науки Республики Казахстан.